# مارانگ
مارانگ (نام علمی: Artocarpus odoratissimus) نام یک گونه از سرده آرتوکارپوس است که یکی از درختان بومی جنوب شرقی آسیا است که بیشتر در بورنئو، پاراوان و جزیره میندانائو دیده می‌شود. این گیاه درختی همیشه سبز است که تا حدود ۲۵ متر ارتفاع می‌تواند رشد کند.